# تشرمينة (غندمان)
تشرمینة (بالفارسية: چرمینه) هي مستوطنة تقع في إيران في قسم غندمان الريفي. يقدر عدد سكانها بـ 18 نسمة بحسب إحصاء 2016.